# 19704 Medlock
19704 Medlock (1999 TU8) là một tiểu hành tinh nằm phía ngoài của vành đai chính được phát hiện ngày 7 tháng 10 năm 1999 bởi S. Brady ở Hudson.